# (2133) Franceswright
(2133) Franceswright (1976 WB) – planetoida z pasa głównego asteroid okrążająca Słońce w ciągu 3,75 lat w średniej odległości 2,41 au. Odkryta 20 listopada 1976 roku.